# 武树民
武树民（1955年2月17日—），男，河南人，中华人民共和国外交官，曾任中华人民共和国驻福冈总领事。

## 生平
1980年，进入中共中央对外联络部工作。1991年，任驻缅甸大使馆二等秘书。1993年，任中联部二等秘书，后升任副处长、处长。1997年，任驻菲律宾大使馆一等秘书。1999年，任中联部一等秘书，后升任局长助理、副局长、局长。2005年，任外交部参赞。2006年，任驻朝鲜大使馆公使衔参赞。2007年10月，出任中华人民共和国驻福冈总领事。2011年10月，自驻福冈总领事离任。

## 家庭
已婚，有一女。